# Rahime Perestu Sultan
Rahime Perestu Sultan (1826 – 11. prosince 1905), rozená Rahime Gogen, byla manželka sultána Abdülmecida I. V roce 1876 získala titul Valide Sultan (matka královna, nejmocnější žena v říši), když se její adoptivní syn Şehzade Abdul Hamid stal 34. osmanským sultánem Abdülhamidem II.

## Mládí
Esma Sultan, dcera sultána Abdülhamida I. a teta sultána Abdülmecida I. (manžela Rahime), žila v luxusu ve své velkolepé vile Istanbulu. Byla však smutná, protože mohla mít všechno na světě, kromě jedné věci, kterou si moc přála, dítě. Byla neplodná.
Později adoptovala dítě, dceru Göka Beye Gogena, který měl velmi zámožnou rodinu a dobré poměry. Byl čerkeského původu. Esmě se dítě velmi líbilo a tak jí dala jméno Perestu, což v perštině znamená páv. Všechny kalfy ve vile Esmy Sultan označovaly Perestu jako Hanimsultan (dcera princezny). I když nebyla biologickou členkou dynastie, brali ji všichni, jakoby se opravdu narodila jako princezna.
Perestu měla řádné vzdělání od soukromého, dobře placeného učitele. Uměla číst, psát i počítat. Měla také ještě další nevlastní adoptované sourozence – bratry Mustafu, Hüseyna a Hasana a sestru jménem Fatma Gülcemal Hanımsultan.

## Manželství

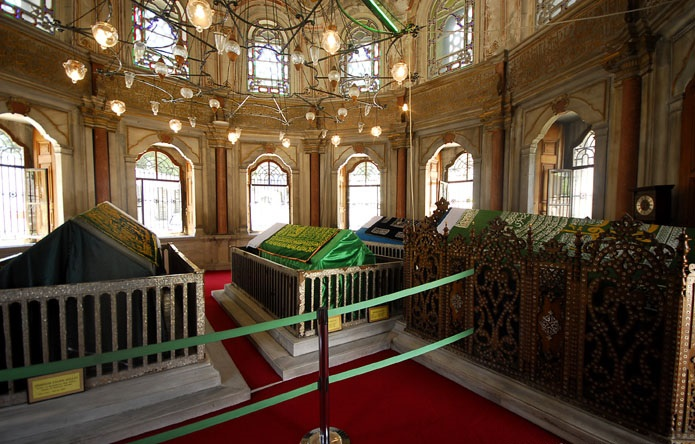
Interiér v mauzoleu Mihrişah Sultan, kde je vlevo vidět rakev Rahime Perestu Sultan

Sultán Abdülmecid během svého mládí, ještě před tím než nastoupil na trůn, velmi často navštěvoval svou tetu Esmu. Pokračoval v návštěvách i po tom, co se stal sultánem, pouze návštěvy nebyly tak časté. Jednoho jarního dne uviděl Perestu, které bylo už 23 let.[zdroj?] Najednou tato mladá dívka stála před ním, dlouhé blond vlasy jí padaly k ramenům a oči měla tyrkysově modré. Zeptal se své tety, jestli by si ji mohl vzít za manželku. Zprvu Esma nechtěla svou dceru dát, protože věděla, že sultán nemá nikdy jen jednu ženu a bála se, že by to mohlo Perestu ranit. Nakonec však povolila a do týdne se konala svatba sultána Abdülmecida a Perestu.
Svatba se slavila podle tradic ve starém paláci Çırağan a za přítomnosti sultánových ministrů dne 20. ledna 1846. Týden po té nechal svou tetu Esmu odvézt domů v kočáře prošitém stříbrem, posázeném drahokamy a oblečenou do červených šatů. Sám zůstal v paláci Topkapi a v jeho harému pokračovaly oslavy jeho svatby – sultán měl oblečenu uniformu a Perestu nejkrásnější šaty v celém harému.
V roce 1845 zemřela Düzdidil, matka sultánky Cemile, kterou zanechala ve věku 2 let. Po svatbě se sultánem Abdülmecidem si Perestu vzala Cemile do své péče a vychovala ji jako svou vlastní dceru. Stala se také adoptivní matkou sultána Abdülhamida II. po smrti jeho matky Tirimüjgan Kadınefendi v roce 1853.

## Valide
Když Abdulhamid II. v roce 1876 nastoupil na trůn jako nový sultán, Perestu získala titul Valide Sultan místo Abdülhamidovy vlastní matky, která zemřela 23 let před tím. Nebyla vůbec aktivní v politice, starala se jen o harém.

## Smrt
Rahime Perestu Sultan onemocněla a zemřela 11. prosince 1904 ve své vile v Maçkce v Istanbulu.